# Chrysoblastella
Chrysoblastella es un género de musgos perteneciente a la amilia Archidiaceae. Comprende 11 especies descritas y de estas, solo 3 aceptadas.

## Taxonomía
El género fue descrito por Robert Statham Williams y publicado en Bulletin of the New York Botanical Garden 3(9): 121. 1903.

## Especies aceptadas
A continuación se brinda un listado de las especies del género Chrysoblastella aceptadas hasta febrero de 2015, ordenadas alfabéticamente. Para cada una se indica el nombre binomial seguido del autor, abreviado según las convenciones y usos.
- Chrysoblastella chilensis (Mont.) Reimers
- Chrysoblastella dubia (Dusén) Reimers
- Chrysoblastella novae-seelandiae (Broth.) Reimers